# Sanawad
Sanawad es una localidad de la India en el distrito de Khargone, Estado de Madhya Pradesh. Según el censo de 2011, tiene una población de 38 740 habitantes.